# Эскизный проект
Эскизный проект - набросок чего-то. Эскиз похож с чертежом. Эскизы так же используються для примера постройки локомотивов и т.д.
1. ↑  Создание: Эскизный проект — Википедия. ru.wikipedia.org. Дата обращения: 5 апреля 2025.